# Hillebille

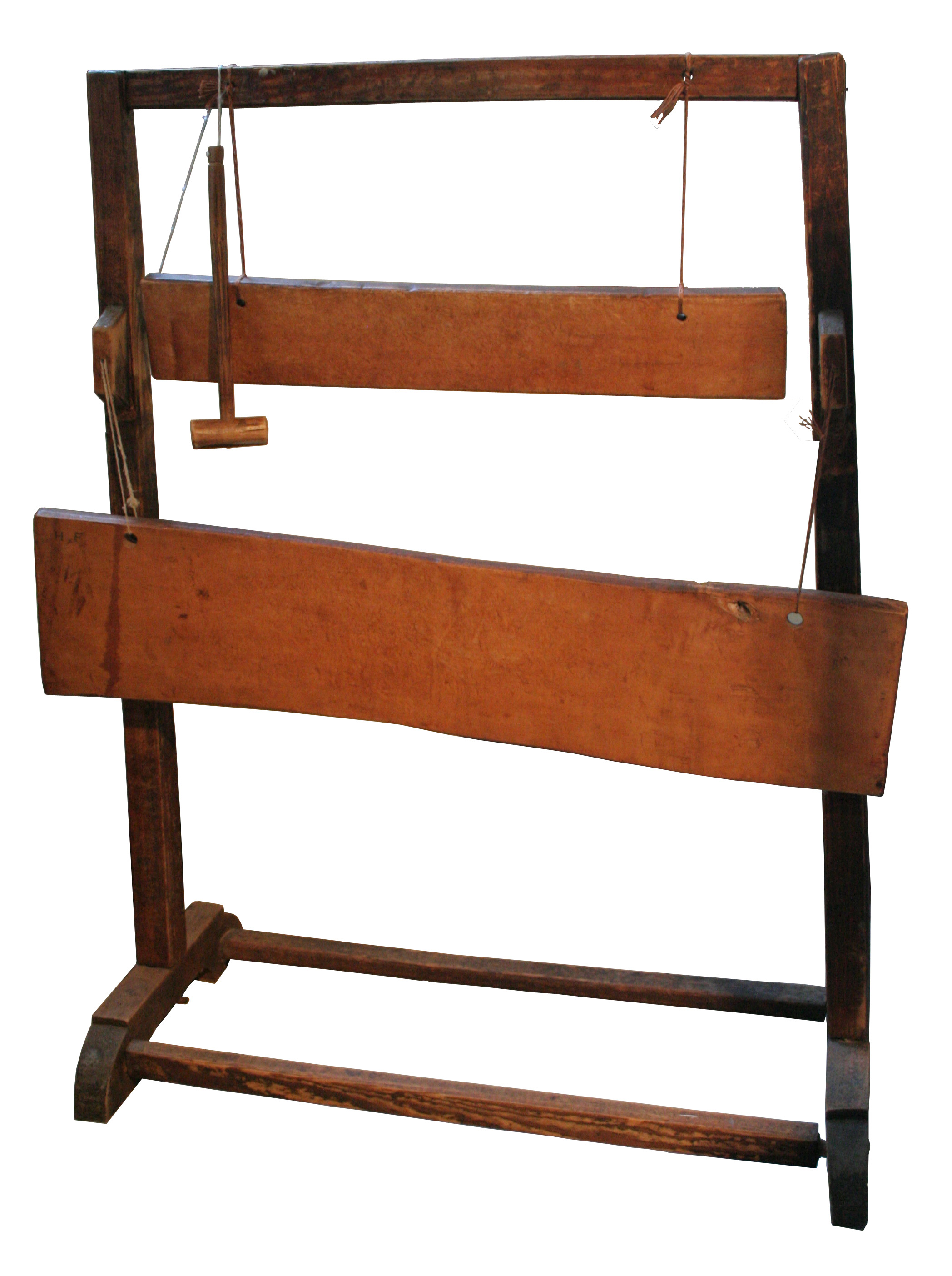
Hillebille

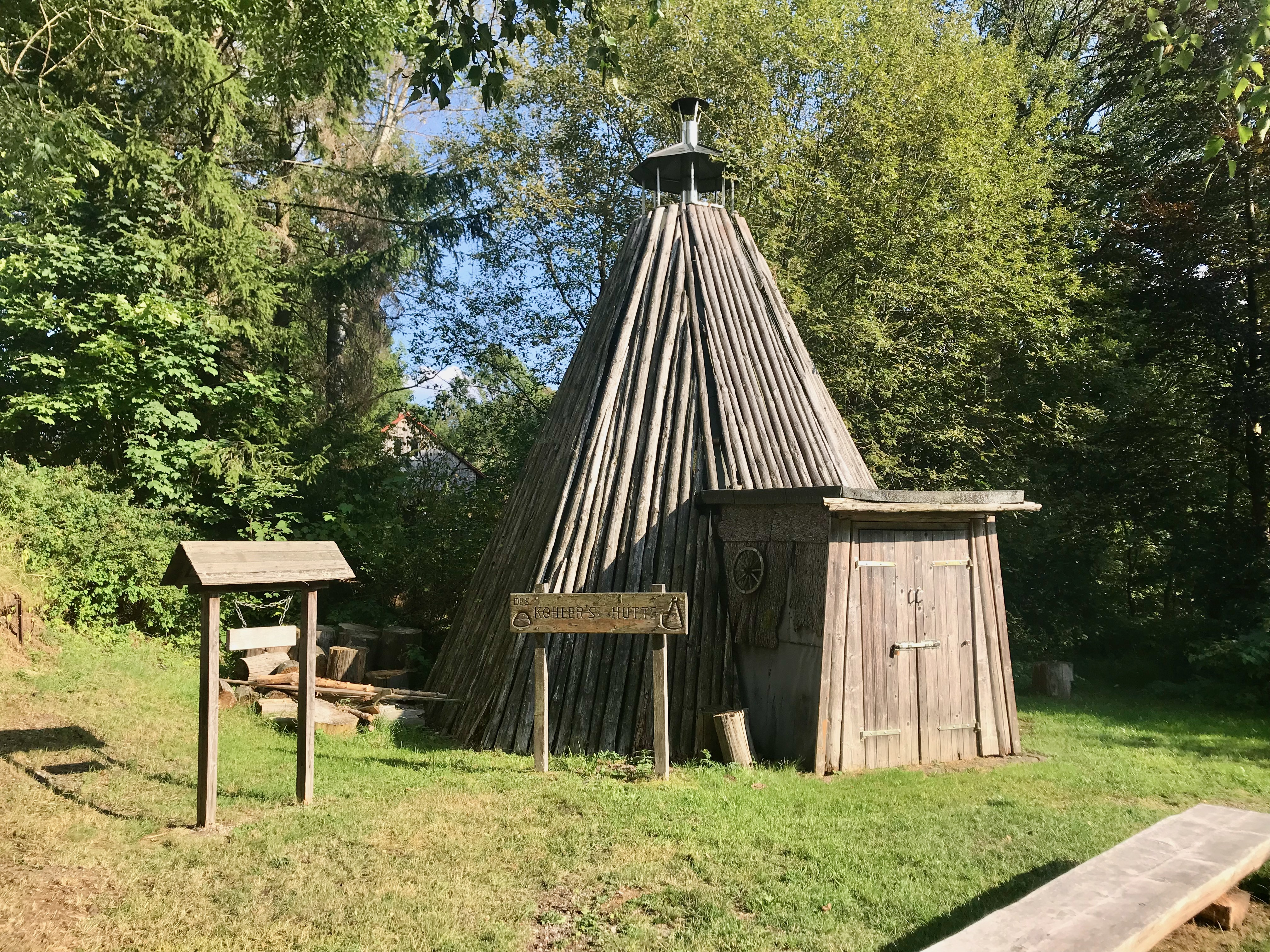
Hillebille neben einer Köhlerhütte in Sankt Andreasberg

Eine Hillebille ist ein Signalgerät und Rhythmusinstrument, das aus einem Hartholzschlagbrett besteht.

## Signalgerät
Die Hillebille ist zwischen zwei auf dem Boden aufgestellten Ständern an einem Querbalken freischwingend mit zwei Stricken oder Lederriemen aufgehängt. Das Schlagbrett ist etwa 20 cm breit und 75 bis 120 cm lang. Es wird durch Schlagen mit einem Klöppel zum Tönen gebracht. Auf diese Weise konnten Nachrichten von Ort zu Ort übertragen werden.
Die Gandi ist ein ähnliches Schlagbrett, das in tibetisch-buddhistischen Klöstern verwendet wird.

## Herkunft
Seit dem 4. Jahrhundert wurden im christlichen Orient vor der Einführung der Glocken Holzbretter, die arabisch Naqus heißen, benutzt, um Versammlungen einzuberufen, Andachten anzukündigen oder Tageszeiten mitzuteilen. Von dort breiteten sie sich über Griechenland, wo sie Semantron oder Symandron genannt werden weiter in Osteuropa, in die Harzregion und nach Nordosteuropa (Klabeklis im Baltikum) aus. In orthodoxen Klöstern Osteuropas sind zum Teil heute noch Schlagbretter in Gebrauch, die in Rumänien Toacă genannt werden. 
In Zentraleuropa war die Hillebille schon im frühen Mittelalter in Gebrauch. Noch bis ins 20. Jahrhundert wurden Hillebillen bei den Holzfällern und Köhlern in abgelegenen Gegenden des Harzes und des Thüringer Waldes als Alarm- und Informationsinstrument verwendet. Ihr heller Ton reichte dabei etwa zwei Kilometer weit. Es gab vereinbarte Töne, um die Köhlergehilfen zum Essen zu rufen. Im Notfall wurde mit der Hillebille Alarm geschlagen, z. B. wenn ein Kohlenmeiler in Brand geriet, so dass die Gehilfen herbeieilen konnten. An jene Zeiten erinnert noch heute der Name eines Bergrückens im Harz. Auch im oberen Odertal in Brandenburg kann man einen „Hillebille-Felsen“ finden.

## Handwerksbrauch
In manchen Gegenden gab es bei den Zimmerleuten einen Brauch, den sie „Hillebille“, „Hillebillekloppen“ oder „den Stockfisch weichkloppen“ nannten. Hierbei wurde am Vorabend des Richtfests mit Beilen und Äxten auf ein dickes Brett aus trockenem Buchenholz, dem „Stockfisch“, geschlagen, so dass ein weithin vernehmbarer, rhythmischer Lärm entstand. Die „bösen Geister“ sollten so aus dem Haus vertrieben werden.

## Musikinstrument
Instrumentenkundlich sind die Hillebillen Aufschlagidiophone, also direkt angeschlagene Selbstklinger. Die Hillebillen sind der baskischen Txalaparta ähnlich.

## Etymologie
Die Herkunft des Worts ist ungeklärt. Eine Herleitung lautet, die Hillebille sei eine Zusammensetzung aus Hille (Hexe) und Bille (Gesäßbacke), also „Hexengesäß“. Dies erscheint unwahrscheinlich, da „Hille“ nicht als Bezeichnung für Hexen belegt ist sowie wegen des Gebrauches der Bille in der Einzahl, obwohl es für ein ganzes Gesäß des Plurals „Billen“ bedurft hätte.
Andere Herleitungen erklären den Begriff mit der Tonerzeugung selbst: Nach einer Variante sei Hillebille demnach eine Zusammensetzung aus dem Adjektiv hille (hell, weit schallend) und dem Verbalsubstantiv bille (billen – schlagen). Im Erzgebirge des 15. Jahrhunderts tauche der Begriff Hellebille auf. Einer anderen Variante nach könnte „Bille“ auch vom indogermanischen Wort für „Bohle“ stammen, wonach eine Hillebille eine Schall-Bohle wäre.
Es besteht keine etymologische Verwandtschaft zu dem späteren amerikanischen Slangwort Hillbilly für (ungebildeter, einfacher) „Mann aus den Bergen“, „Hinterwäldler“, „Landei“ bzw. zu dessen ländlicher Hillbilly-Musik.